# Regina Leven
Regina Leven (* April 1957 in Krefeld) ist eine deutsche Linguistin und emeritierte Professorin im Studiengang Gebärdensprachdolmetschen am Fachbereich Sozial- und Gesundheitswesen der Hochschule Magdeburg-Stendal. Ihre Eltern Marlies und Hans Leven waren beide gehörlos.

## Leben

### Schule und Ausbildung
Nach dem Abitur in Krefeld studierte Regina Leven von 1977 bis 1982 Sonderpädagogik mit dem Schwerpunkt Gehörlosenpädagogik in Köln, Heidelberg und San Francisco.
Von 1987 bis 1989 machte Leven eine Ausbildung in Verhaltenstherapie an der Verhaltenstherapie-Ambulanz der Psychiatrischen und Nervenklinik am Universitätskrankenhaus Hamburg-Eppendorf und war anschließend bis 1991 wissenschaftliche Mitarbeiterin/Verhaltenstherapeutin an der gleichen Institution.

### Berufliche Tätigkeit
Von 1982 bis 1987 war sie wissenschaftliche Mitarbeiterin/Gebärdensprachdolmetscherin an der Forschungsstelle Deutsche Gebärdensprache (jetzt: Institut für Deutsche Gebärdensprache und Kommunikation Gehörloser) an der Universität Hamburg sowie Dozentin in der Gebärdensprachdolmetscher-Ausbildung.
Nach einer mehrjährigen Tätigkeit als vereidigte Gebärdensprachdolmetscherin arbeitete Leven von 1989 bis 1997 in Hamburg als niedergelassene Psychotherapeutin für gehörlose, schwerhörige, ertaubte und mehrfachbehinderte Kinder, Jugendliche und Erwachsene sowie anschließend in Berlin.
Ab 1997 war sie Professorin für das Fachgebiet Gebärdensprachdolmetschen am Fachbereich Sozial- und Gesundheitswesen an der Hochschule Magdeburg-Stendal (jetzt im Ruhestand).
1999 erhielt sie die Approbation als „Psychologische Psychotherapeutin“.

### Ehrungen
2024 wurde Regina Leven das Bundesverdienstkreuz am Bande verliehen.

## Schriften (Auswahl)
- Überlegungen zur Konzeption eines Studienganges Gebärdensprachdolmetschen an einer Fachhochschule. In: Das Zeichen, Zeitschrift des Instituts für Deutsche Gebärdensprache, Hamburg, ISSN 0932-4747, Heft 40 (1997), S. 258–266
- Kriterien für die Beurteilung von Dolmetschleistungen. Ein Leitfaden für die Vorbereitung auf Dolmetschprüfungen. In: Das Zeichen, 55 (2001), S. 140–153
- Gehörlose und schwerhörige Menschen mit psychischen Störungen. Zweite überarbeitete Auflage. Verlag Hörgeschädigter Kinder, Hamburg 2003, ISBN 3-924055-22-X
  - Gehörlose und schwerhörige Menschen mit psychischen Störungen, Nachdruck der Zweiten Auflage, von Loeper Literaturverlag, Karlsruhe 2018, ISBN 978-3-86059-922-8
- Hörbehinderte: Pseudoversorgungsangebot, In: Deutsches Ärzteblatt, Ausgabe März 2003, S. 108[2] (online als PDF)

Mit anderen Autoren:
- Siegmund Prillwitz, Regina Leven, Heiko Zienert, Thomas Hanke und Jan Henning: HamNoSys Version 2.0 (Hamburger Notationssystem für Gebärdensprache)[3]. Eine Einführung. (Internationale Arbeiten zur Gebärdensprache und Kommunikation Gehörloser). Signum, Hamburg 1989
- Wiltraud Thies, Regina Leven: Gebärdensprachdolmetschen. Dokumentation der Magdeburger Fachtagung. (Theorie und Praxis). Verlag Hörgeschädigter Kinder, Hamburg 1999, ISBN 3-924055-26-2
- Renate Fischer, Regina Leven: Deutsche Gebärdensprache, in: G. Booij, C. Lehmann, J. Mugdan, S. Skopetas, in Zusammenarbeit mit Wolfgang Kesselheim (Hrsg.): Morphologie. Morphology. Ein internationales Handbuch zur Flexion und Wortbildung. An international handbook on inflection and word-formation. Vol. 2. De Gruyter, Berlin und New York 2000, ISBN 3-11-011128-4, S. 1554–1562
- Gudrun Hillert, Regina Leven: Gebärdensprachdolmetschen, in: Hanna Eichmann, Martje Hansen, Jens Heßmann (Hrsg.): Handbuch Deutsche Gebärdensprache. Sprachwissenschaftliche und anwendungsbezogene Perspektiven. Signum, Hamburg 2012, ISBN 978-3-936675-20-7

## Ehrungen
- 1997: Kulturpreis des Deutschen Gehörlosen-Bundes e.V. (2. Deutsche Kulturtage der Gehörlosen in Dresden), gemeinsam mit dem Team des Instituts für Deutsche Gebärdensprache der Universität Hamburg
- 2024: Verdienstorden der Bundesrepublik Deutschland, überreicht vom Ministerpräsidenten von Sachsen-Anhalt, Reiner Haseloff[1]